# Teofil Moraru
Teofil Moraru (n. Oradea) a fost primul antrenor al echipei naționale de fotbal a României. Fost campion la aruncarea greutăților, și doctor în științe juridice, a pus bazele clubului U Cluj. Cu el ca antrenor, echipa națională reușește să câștige cu 2-1 primul meci din istoria ei, în fața Iugoslaviei. Este antrenorul naționalei în două rânduri, între anii 1922-1923 și 1924-1928, perioadă în care adună șase victorii, trei egaluri și cinci înfrângeri. A continuat cariera în fotbal ca arbitru, arbitrând finalele campionatului românesc din 1925, 1926, 1932 și 1934 retrăgându-se din arbitraj în 1940.